# Lijst van nummer 1-hits in de 3FM Mega Top 50 in 2007
Deze hits stonden in 2007 op nummer 1 in de Mega Top 50, de hitlijst van de Nederlandse radiozender 3FM.
| Datum        | Artiest                           | Titel                                    |
| ------------ | --------------------------------- | ---------------------------------------- |
| 6 januari    | Nelly Furtado                     | All good things (Come to an end)         |
| 13 januari   | U2                                | Windows in the skies                     |
| 20 januari   | Nelly Furtado                     | All good things (Come to an end)         |
| 27 januari   | Nelly Furtado                     | All good things (Come to an end)         |
| 3 februari   | Nelly Furtado                     | All good things (Come to an end)         |
| 10 februari  | Nelly Furtado                     | All good things (Come to an end)         |
| 17 februari  | Theo Maassen & De Kapotte Kontjes | Lauwe pis                                |
| 24 februari  | Theo Maassen & De Kapotte Kontjes | Lauwe pis                                |
| 3 maart      | Sharon Kips                       | Heartbreak away                          |
| 10 maart     | Sharon Kips                       | Heartbreak away                          |
| 17 maart     | Sharon Kips                       | Heartbreak away                          |
| 24 maart     | Gerard Joling                     | Maak me gek                              |
| 31 maart     | Joss Stone                        | Tell me 'bout it                         |
| 7 april      | Jan Smit                          | Op weg naar geluk                        |
| 14 april     | Mika                              | Grace Kelly                              |
| 21 april     | Guus Meeuwis                      | Tranen gelachen                          |
| 28 april     | Beyoncé & Shakira                 | Beautiful liar                           |
| 5 mei        | Nelly Furtado                     | Say it right                             |
| 12 mei       | Nelly Furtado                     | Say it right                             |
| 19 mei       | André Hazes & Gerard Joling       | Blijf bij mij                            |
| 26 mei       | André Hazes & Gerard Joling       | Blijf bij mij                            |
| 2 juni       | André Hazes & Gerard Joling       | Blijf bij mij                            |
| 9 juni       | André Hazes & Gerard Joling       | Blijf bij mij                            |
| 16 juni      | André Hazes & Gerard Joling       | Blijf bij mij                            |
| 23 juni      | André Hazes & Gerard Joling       | Blijf bij mij                            |
| 30 juni      | André Hazes & Gerard Joling       | Blijf bij mij                            |
| 7 juli       | André Hazes & Gerard Joling       | Blijf bij mij                            |
| 14 juli      | André Hazes & Gerard Joling       | Blijf bij mij                            |
| 21 juli      | Jannes                            | Laat de zon maar schijnen / Zie die ster |
| 28 juli      | André Hazes & Gerard Joling       | Blijf bij mij                            |
| 4 augustus   | Jeroen van der Boom               | Jij bent zo                              |
| 11 augustus  | Mika                              | Relax, take it easy                      |
| 18 augustus  | Mika                              | Relax, take it easy                      |
| 25 augustus  | Mika                              | Relax, take it easy                      |
| 1 september  | Mika                              | Relax, take it easy                      |
| 8 september  | Mika                              | Relax, take it easy                      |
| 15 september | Mika                              | Relax, take it easy                      |
| 22 september | Mika                              | Relax, take it easy                      |
| 29 september | Mika                              | Relax, take it easy                      |
| 6 oktober    | Mika                              | Relax, take it easy                      |
| 13 oktober   | BLØF                              | Alles is liefde                          |
| 20 oktober   | André Hazes & André Hazes jr.     | Bedankt mijn vriend                      |
| 27 oktober   | André Hazes & André Hazes jr.     | Bedankt mijn vriend                      |
| 3 november   | Jan Smit / Jan Smit & John Denver | Dan volg je haar benen / Calypso         |
| 10 november  | Jan Smit / Jan Smit & John Denver | Dan volg je haar benen / Calypso         |
| 17 november  | Jan Smit / Jan Smit & John Denver | Dan volg je haar benen / Calypso         |
| 24 november  | Rihanna                           | Don't stop the music                     |
| 1 december   | Rihanna                           | Don't stop the music                     |
| 8 december   | Rihanna                           | Don't stop the music                     |
| 15 december  | Rihanna                           | Don't stop the music                     |
| 22 december  | Geen 3FM Mega Top 50 verschenen   | Geen 3FM Mega Top 50 verschenen          |
| 29 december  | Geen 3FM Mega Top 50 verschenen   | Geen 3FM Mega Top 50 verschenen          |